# Ɛ̃
Cette page contient des caractères spéciaux ou non latins. S’ils s’affichent mal (▯, ?, etc.), consultez la page d’aide Unicode.
Ɛ̃ (minuscule : ɛ̃), appelé epsilon tilde, est un graphème utilisé dans l’écriture du bariba, du boko, du bwamu laa, du koro wachi, du ngbaka minangende, du ngbandi du Nord, du pame du Nord, du puguli et du tchourama. Il s’agit de la lettre epsilon diacritée d'un tilde.

## Représentations informatiques
L’epsilon tilde peut être représenté avec les caractères Unicode suivants :
- décomposé (latin étendu B, Alphabet phonétique international, diacritiques)[1],[2],[3] :

| formes    | représentations | chaînes de caractères | points de code | descriptions                                       |
| --------- | --------------- | --------------------- | -------------- | -------------------------------------------------- |
| capitale  | Ɛ̃               | Ɛ◌̃                    | U+0190 U+0303  | lettre majuscule latine e ouvert diacritique tilde |
| minuscule | ɛ̃               | ɛ◌̃                    | U+025B U+0303  | lettre minuscule latine epsilon diacritique tilde  |